# Kemblova kaskáda
Kemblova kaskáda je asterismus v souhvězdí Žirafy.

## Pozorování
Kemblova kaskáda se nachází v jihozápadní části souhvězdí, blízko otevřené hvězdokupy NGC 1502. Na většině území severní polokoule je cirkumpolární. Objevil ji amatérský astronom Lucian Kemble v roce 1980 a objev této kaskády hvězd oznámil časopisu Sky&Telescope. Kaskádu je možné pozorovat i malým triedrem, jako například 7x30, a ukáže se jako dlouhá řada různě jasných a barevných hvězd. Kvůli tomu, že je souhvězdí Žirafy málo výrazné, byla tato část oblohy málo známá a pro amatérské astronomy nezajímavá, a proto byl i tento asterismus přehlížen až téměř do konce 20. století.

## Vlastnosti

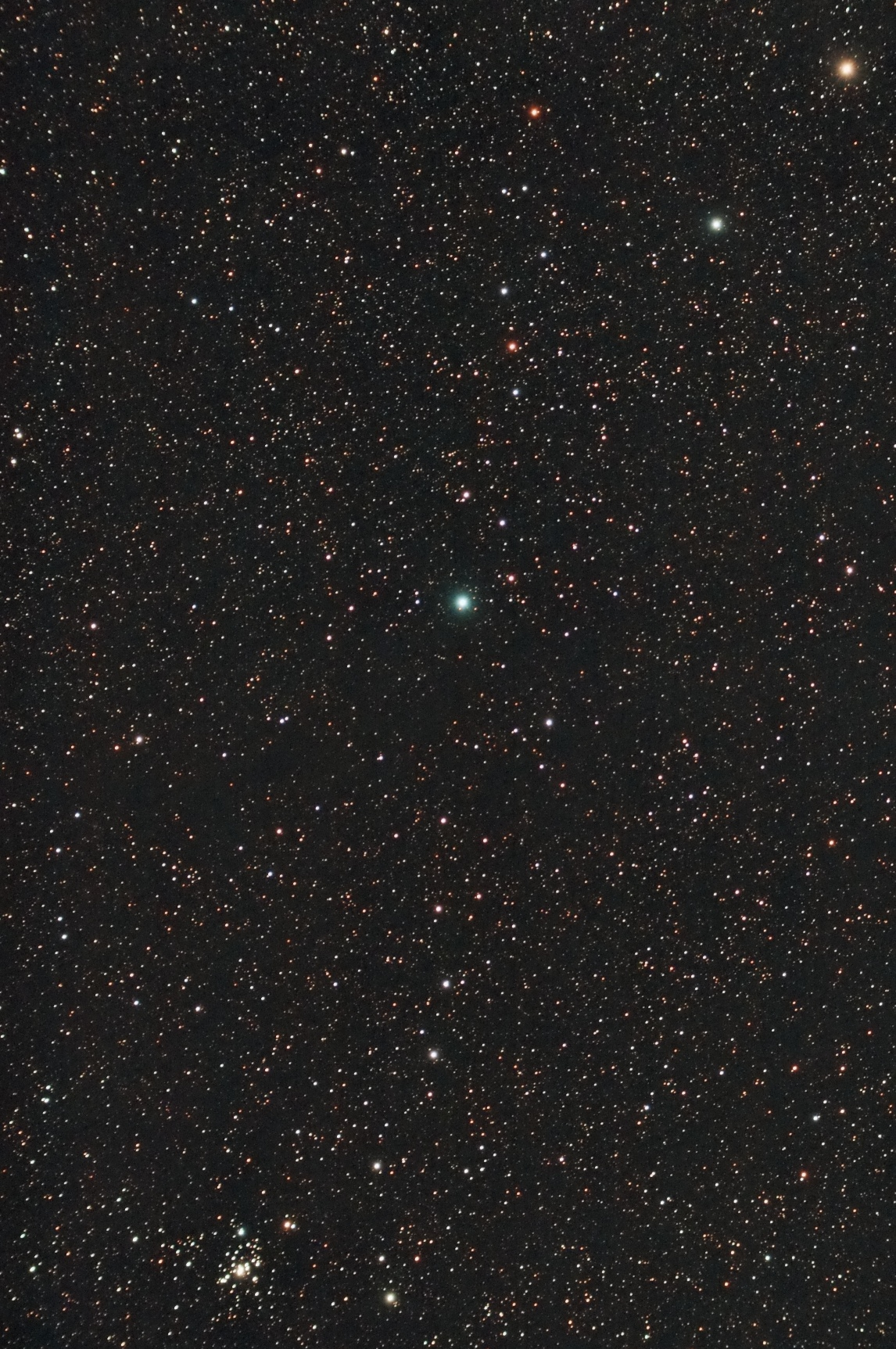
Amatérský snímek Kemblovy kaskády. Autor: Kamil Pecinovský.

Kemblova kaskáda je tvořena hvězdami, které nejsou navzájem fyzicky spojené, ale výjimečně při pohledu ze Země se zdají být uspořádané do řady. Nejjasnější hvězdou je HD 24479, modrá hvězda 5. magnitudy. Následuje dvacítka hvězd od 7. do 8. magnitudy, různě zbarvených do běla, žluta a červena. U jihovýchodního konce kaskády se nachází otevřená hvězdokupa NGC 1502.

### Knihy
- O'MEARA, Stephen James. Deep Sky Companions: Hidden Treasures. New York: Cambridge University Press, 2007. Dostupné online. ISBN 0-521-83704-9. (anglicky)

### Mapy hvězdné oblohy
- TIRION, RAPPAPORT, LOVI. Uranometria 2000.0 - Volume II - The Southern Hemisphere to +6°. Richmond, Virginia, USA: Willmann-Bell, inc., 1987. ISBN 0-943396-15-8.
- TIRION, SINNOTT. Sky Atlas 2000.0. 2. vyd. Cambridge, USA: Cambridge University Press, 1998. ISBN 0-933346-90-5.
- TIRION. The Cambridge Star Atlas 2000.0. 3. vyd. Cambridge, USA: Cambridge University Press, 2001. Dostupné online. ISBN 0-521-80084-6.